# Старая Чертория
Ста́рая Чертори́я (укр. Стара́ Чортори́я) — село на Украине, основано в 1449 году, находится в Любарском районе Житомирской области.
Код КОАТУУ — 1823186401. Население по переписи 2001 года составляет 1398 человек. Почтовый индекс — 13122. Телефонный код — 4147. Занимает площадь 24,183 км².

## Адрес местного совета
13122, Житомирская область, Любарский р-н, с. Старая Чертория,вул Соборна 75

## Известные уроженцы
- Трохимчук, Степан Максимович (1921—2003) — Герой Социалистического Труда.